# Frătești, Argeș
Frătești este un sat în comuna Albota din județul Argeș, Muntenia, România.